# マヌエル・マレロ
マヌエル・マレロ・クルス（スペイン語: Manuel Marrero Cruz, 1963年7月12日 - ）は、キューバの政治家。キューバ共産党政治局員、首相、人民権力全国会議代議員。
キューバ観光大臣を歴任。2019年まで元首である国家評議会議長が兼務していた首相職が分離された後、キューバ革命未体験者として初めて、キューバの首相に就任。

## 来歴
1963年に東部のオルギン州で誕生。建築専門学校卒業後、1990年に建築家として観光業界に足を踏み入れる。投資家やホテルのゼネラルマネージャー、ガビオタグループ社長としても勤務した。2004年、観光業界で磨き上げた才能がフィデル・カストロの目に留まり、観光省大臣に任命された。

### 首相就任
2019年12月21日、ミゲル・ディアス＝カネル大統領に首相に推薦され、議会の全会一致を受けて正式に指名を受けた。マレロの就任によって、43年ぶりに首相が復活した。彼の演説で行われた様子から革命への忠実さと謙虚が感じられたとされる。
2022年9月22日、来たる27日に実施予定の故安倍晋三国葬儀にマレロ首相がキューバ代表として参列することが、日本国外務省により発表された。
2023年4月19日、議会にて首相に再選。